# Mus platythrix
Mus platythrix é uma espécie de roedor da família Muridae.
É endêmica da Índia.